# Zapdos
Zapdos is een fictief wezen uit de Pokémon anime. 
Zapdos zijn naam is afkomstig van een combinatie Zap, gerelateerd met elektriciteit, en dos wat Spaans is voor twee. 
Zapdos, gekend als de elektriciteit Pokémon, is een legendarische Pokémon, een van de drie legendarische vogels samen met Articuno and Moltres. Zapdos heeft de vorm van een grote vogel met zwarte gele pluimen, door zijn stekelige veren ziet hij eruit of hij van bliksem is gemaakt. De veren op zijn staart steken uit in verschillende richtingen. Een grote kuif van veren decoreren zijn kop en zwarte ringen omcirkelen zijn ogen.  
Net als Moltres laat Zapdos een stroomschok achter na iedere slag met de vleugel. Bij Moltres is dit echter vuur en geen elektriciteit. Zapdos is al te zien in het eerste seizoen van de series in aflevering: "Het Eiland van de Reuze-Pokémon". 